# Ramin Bahrani
Ramin Bahrani (in persiano رامین بحرانی; Winston-Salem, 20 marzo 1975) è un regista e sceneggiatore statunitense.

## Biografia
Nato in Carolina del Nord da genitori iraniani, si è laureato alla Columbia University di New York. Il suo primo lungometraggio ha ricevuto la nomination come "miglior film d'esordio" agli Independent Spirit Awards 2007 e ha vinto oltre dieci premi internazionali. Il suo secondo film è stato premiato nella sezione Quinzaine des Réalisateurs del Festival di Cannes 2008 e presentato poi al Toronto Film Festival e al Festival di Berlino, prima di essere pubblicato nei cinema di tutto il mondo con il plauso della critica. Nel 2008 ha vinto il premio Someone to Watch Award ai Independent Spirit Awards 2008 per Chop Shop, mentre l'anno seguente è stato inserito in nomination sempre agli Independent Spirit Awards nella categoria "miglior regista".
Con il terzo film Goodbye Solo ha partecipato alla 65ª Mostra internazionale d'arte cinematografica di Venezia, dove ha ottenuto il Premio FIPRESCI della critica. Nel 2009 ha realizzato un cortometraggio con l'ausilio di Werner Herzog (voce) e Kjartan Sveinsson (colonna sonora).
Nel 2012 ha realizzato il video musicale per la canzone Ég anda della band islandese Sigur Rós.
Il suo lungometraggio A qualsiasi prezzo (2012) è stato selezionato in concorso alla 69ª Mostra internazionale d'arte cinematografica di Venezia.

## Filmografia parziale

### Regista
- Strangers (2000)
- Man Push Cart (2005)
- Chop Shop (2007)
- Goodbye Solo (2008)
- Plastic Bag – cortometraggio (2009)
- A qualsiasi prezzo (At Any Price) (2012)
- 99 Homes (2014)
- Fahrenheit 451 – film TV (2018)
- La tigre bianca (The White Tiger) (2021)

## Riconoscimenti

### Premio Oscar
2021 – Candidatura alla migliore sceneggiatura non originale per La tigre bianca